# L'Étrange Docteur Meltzer
L’Étrange Docteur Meltzer est le 4e épisode de la saison 1 de la série télévisée Angel.

## Synopsis
Alors que Cordelia se plaint que l'argent ne rentre pas car Angel rechigne à faire payer les gens pour ses services, Doyle a la vision d'une femme en danger : Melissa Burns. Angel offre alors les services de l'agence à Melissa. Celle-ci hésite mais se décide finalement à exposer son problème à Angel Investigations : elle est harcelée par un neurochirurgien renommé, le docteur Ronald Meltzer, qui l'a opérée avec succès et qui désormais la suit partout, et va même jusqu'à surveiller les médicaments qu'elle prend et changer son mot de passe pour son compte en banque. Angel découvre que les avocats de Meltzer sont Wolfram & Hart puis il apprend du docteur Narpudan que Meltzer a le pouvoir de détacher ses membres de son corps et de les contrôler à distance. C'est grâce à ce pouvoir que Meltzer peut surveiller sans arrêt Melissa sans qu'elle s'en aperçoive.
Angel demande à Kate Lockley de faire surveiller la résidence de Melissa par un policier mais Meltzer le tue et Melissa trouve refuge chez Angel. Le vampire, sous couvert d'un subterfuge, va trouver Meltzer dans ses bureaux mais le docteur, qui a également fait son enquête, retourne le piège contre Angel en lui injectant une drogue paralysante. Meltzer se rend ensuite chez Angel, passant facilement les défenses établies par Doyle et Cordelia, mais le vampire récupère rapidement grâce à ses pouvoirs et tue le docteur. Le lendemain, sous la pression de Cordelia et Doyle, Angel demande à contrecœur un paiement pour ses services à Melissa et constate avec soulagement que la jeune femme avait déjà préparé un chèque.

## Statut particulier
Billie Doux, du site Doux Reviews, estime que le personnage de Ronald Meltzer est « aussi étrange qu'effrayant » et que celui de Cordelia « apporte la dose adéquate de pragmatisme et d'élément comique ». Pour Ryan Bovay, du site Critically Touched, qui lui donne la note de C, c'est un épisode « solide mais pas vraiment captivant », dont l'intrigue est moyenne et qui n'apporte rien de spécial au niveau de la caractérisation des personnages, mais qui comporte néanmoins des « dialogues vifs et pertinents » et une « atmosphère inquiétante » .

## Distribution

### Acteurs crédités au générique
- David Boreanaz : Angel
- Charisma Carpenter : Cordelia Chase
- Glenn Quinn : Allen Francis Doyle

### Acteurs crédités en début d'épisode
- Elisabeth Röhm : Kate Lockley
- Tushka Bergen : Melissa Burns
- Andy Umberger : Docteur Ronald Meltzer
- Carlos Carrasco : Docteur Vinpur Narpudan